# Ogród Botaniczny w Zagrzebiu

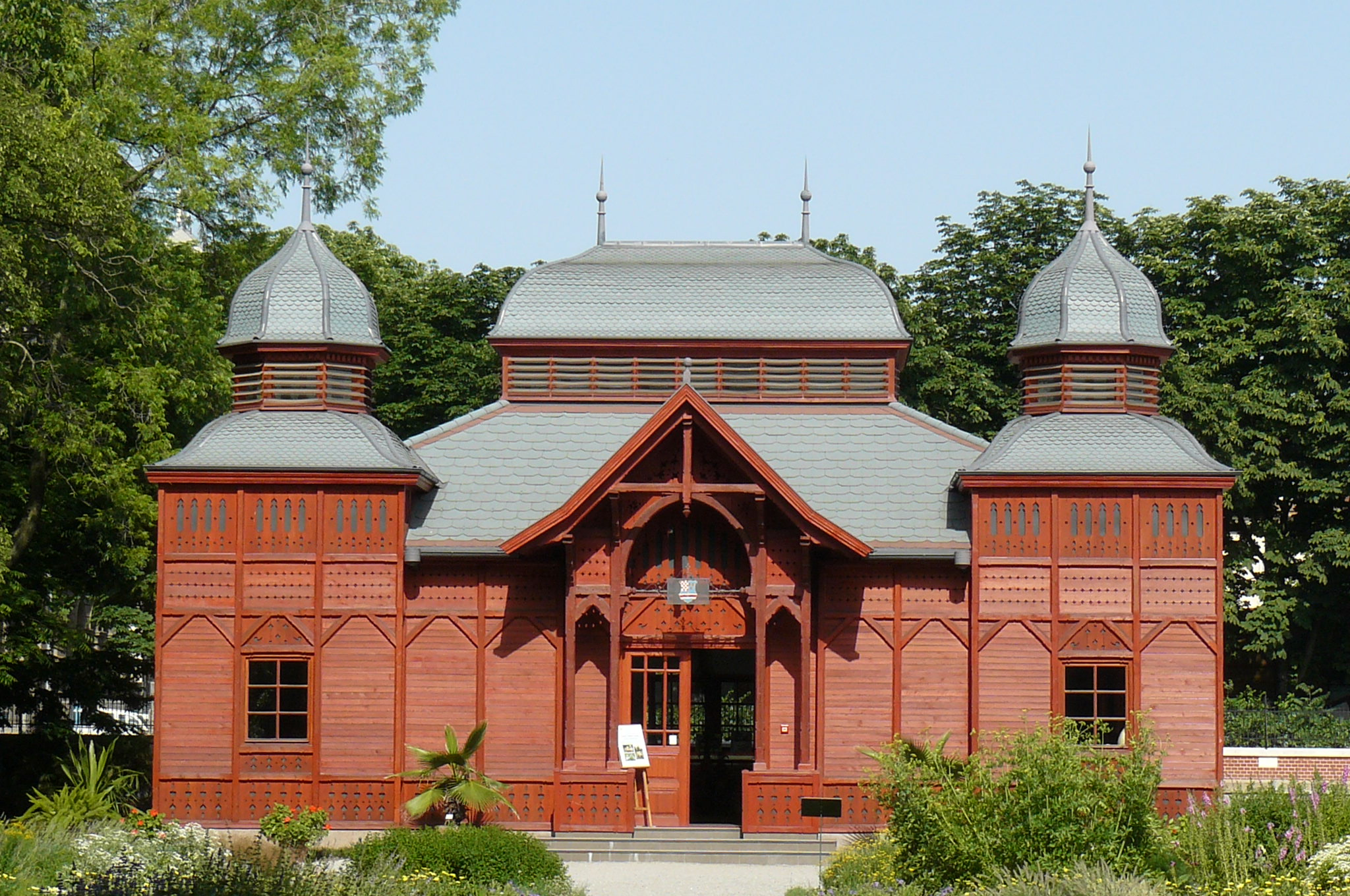
Pawilon

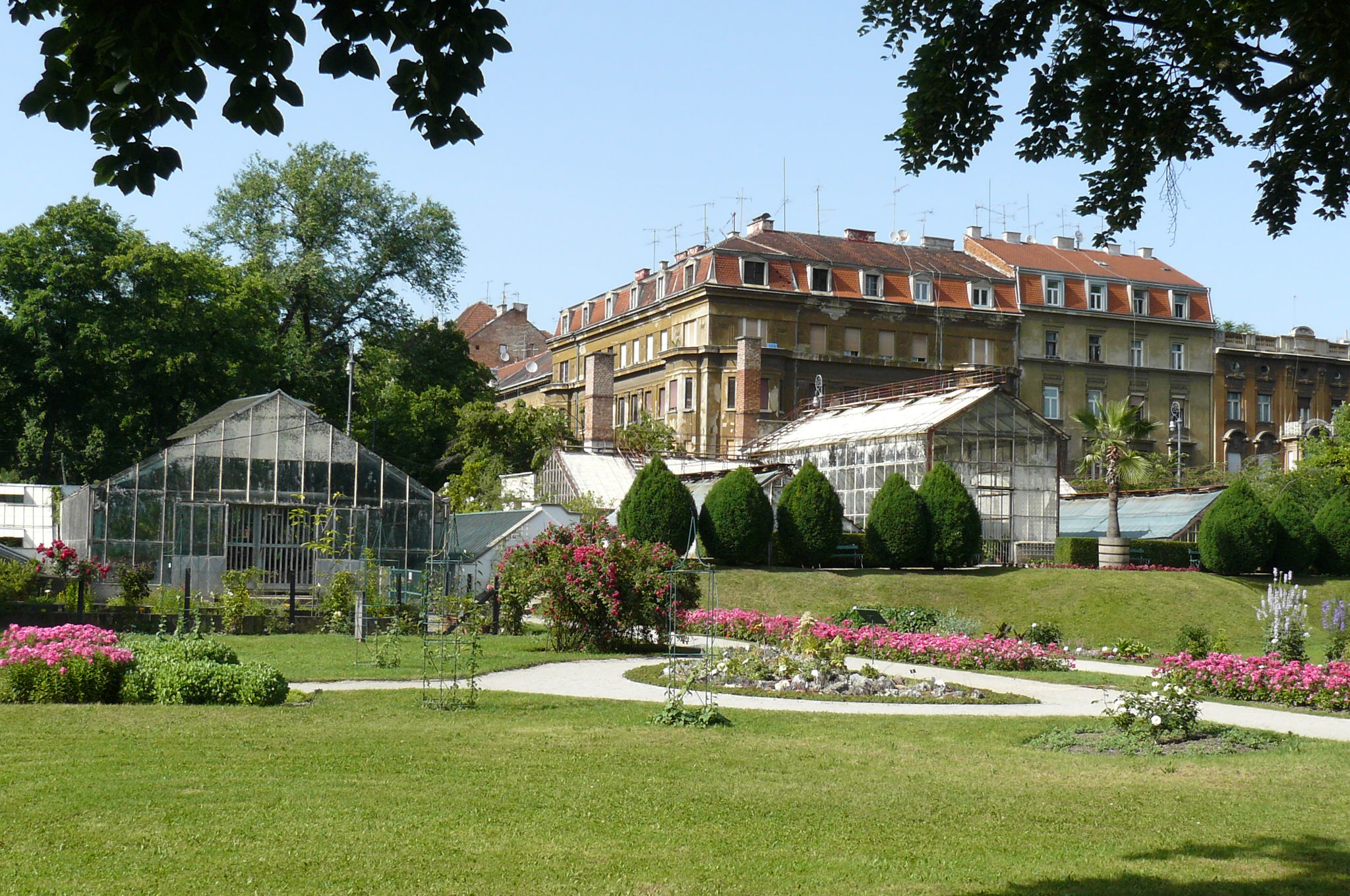
Widok ogólny założenia

Ogród Botaniczny w Zagrzebiu (hr. Botanički vrt Prirodoslovno-matematičkog fakulteta Sveučilišta u Zagrebu) – ogród botaniczny należący do Wydziału Przyrodniczo-Matematycznego Uniwersytetu w Zagrzebiu. Znajduje się w dzielnicy Donji Grad. Wejście od ul. Mihanovićeva, w pobliżu dworca Zagreb Glavni kolodvor (torowiska kolejowe przebiegają na tyłach założenia).
Ogród powstał z inicjatywy profesora botaniki Antuna Heinza w 1889 i stanowił kontynuację zlokalizowanych w tym rejonie zadrzewionych placów zwanych zieloną podkową (np. Zrinjevac). Od 1971 uznany za zabytek natury i kultury. W 1989 ustawiono kamień pamiątkowy na 100-lecie Ogrodu.
Cennym obiektem architektonicznym jest drewniany, czerwony pawilon ogrodowy (Paviljon), służący wystawom czasowym. Jest on pamiątką gospodarskiej wystawy jubileuszowej w 1891 i został po jej zakończeniu przekazany ogrodowi. Oprócz niego w ogrodzie znajdują się szklarnie, alpinarium, sadzawki i stawy. Zdecydowana większość założenia ma charakter parku angielskiego. W ogrodzie hodowanych jest ponad 5 tys. roślin, w tym np.: lotos orzechodajny, pięknotka Bodiniera, szachownica kostkowata, wiktoria królewska, chruścina jagodna, muchołówka amerykańska, perełkowiec japoński (kultywar Pendula), degenia welebicka, Agave salmiana, czy Iris croatica.